# Exit
exit  (вихід) — вбудована в оболонку команда, яка дозволяє користувачам вийти з поточної сесії оболонки командного інтерпретатора.
В скриптах exit викликає завершення роботи оболонки командного інтерпретатора і часто застосовується зі станом виходу (англ. exit status). Стан задається цілим числом. Якщо стан опущений, стан виходу буде таким самим як і стан виходу останньої виконаної команди. Скрипт часто завершують командою exit 0, щоб проінформувати батьківський процес про успішне завершення. Введення в скрипт символу кінця файлу (EOF) також призведе до завершення роботи оболонки. 